# Прангли (деревня)
Пра́нгли (эст. Prangli) — деревня в волости Канепи уезда Пылвамаа, Эстония. 
До 2013 года входила в состав волости Ору, до административной реформы местных самоуправлений Эстонии 2017 года — в состав волости Кыллесте.

## География и описание
Расположена в 20 километрах к северо-западу от уездного центра — города Пылва. Высота над уровнем моря — 102 метра.
Климат умеренный. Официальный язык — эстонский. Почтовый индекс — 63513.

## Население
По данным переписи населения 2011 года в деревне проживали 108 человек, все — эстонцы.
По данным переписи населения 2021 года, в деревне насчитывалось 115 жителей, из них 113 (98,3 %) — эстонцы.
Численность населения деревни Прангли:
| Год  | 2000 | 2011  | 2017  | 2018  | 2019  | 2020  | 2021  |
| ---- | ---- | ----- | ----- | ----- | ----- | ----- | ----- |
| Чел. | 103  | ↗ 108 | ↗ 126 | ↘ 120 | ↗ 121 | ↗ 128 | ↘ 115 |

## История
Впервые Прангли упоминается в 1550 году как Wrangel, в 1582 году — Frangiel, в 1782 году — Perris. Название происходит от названия родового имения (мызы) XVI–XVII веков, принадлежавшего семейству Врангелей.
В 1977 году, в период кампании по укрупнению деревень, Прангли была объединена с деревней Айакюла.

## Достопримечательности

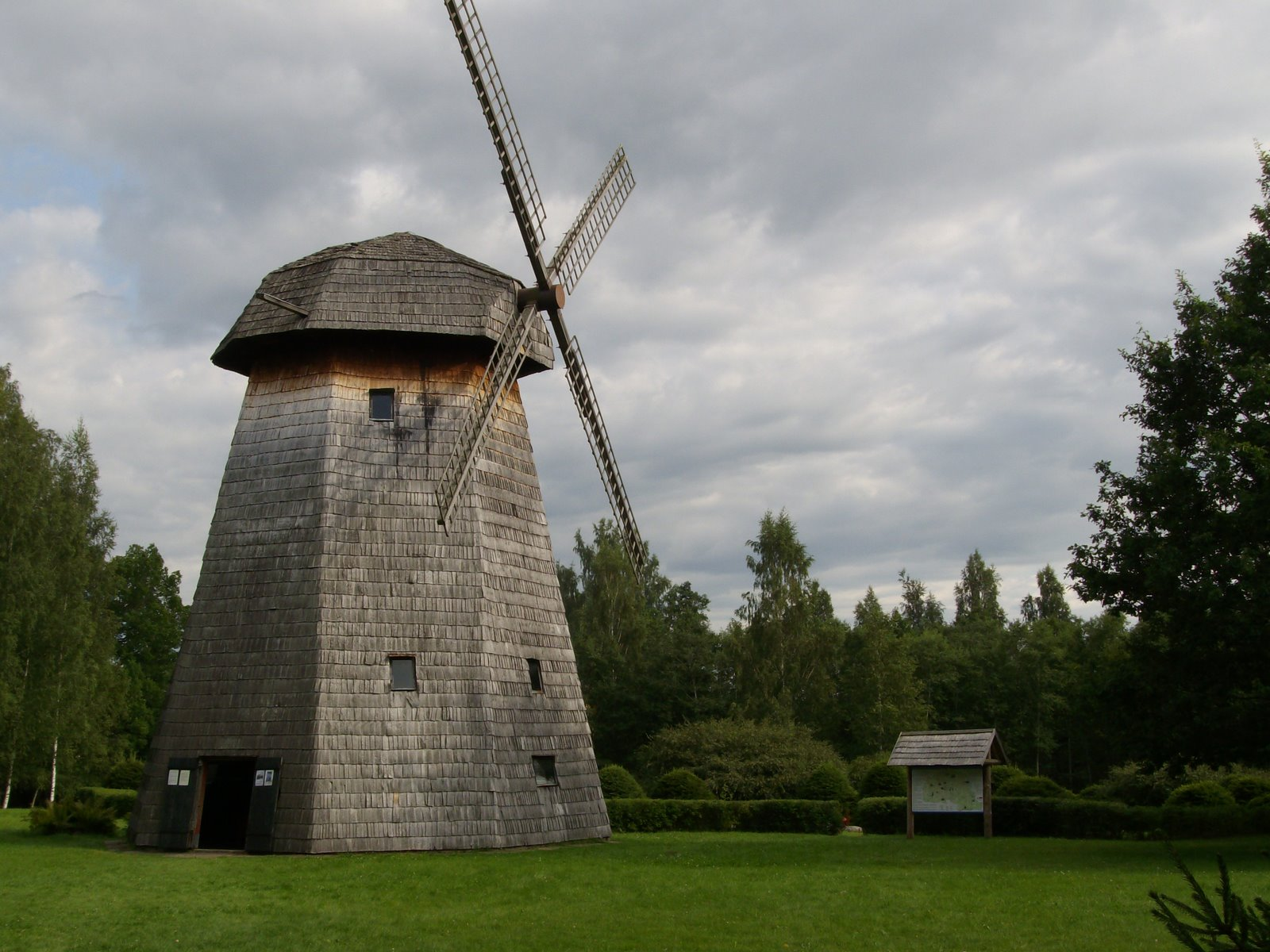
Мельница из деревни Прангли в Пылваском музее под открытым небом

На территории деревни находились мыза Вана-Прангли (нем. Alt-Wrangelshof) и мыза Вастсе-Прангли (нем. Neu-Wrangelshof).
На мызе Вана-Прангли сохранились кузница, парк и парковая ограда, которые вместе с развалинами конюшни мызы внесены в Эстонский Государственный регистр памятников культуры.